# Carex costei
Carex costei är en halvgräsart som beskrevs av Georges Rouy. Carex costei ingår i släktet starrar, och familjen halvgräs. Inga underarter finns listade i Catalogue of Life.